# Guri i Zi (Shkodër)
Guri i Zi es una localidad albanesa del condado de Shkodër. Se encuentra situada en el norte del país y desde 2015 está constituida como una unidad administrativa del municipio de Shkodër. A finales de 2011, el territorio de la actual unidad administrativa tenía 8085 habitantes.
La unidad administrativa incluye, además de Guri i Zi, los pueblos de Gajtan, Ganjollë, Juban, Kuç, Mazrek, Rragam, Rrenc, Sheldi y Vukatanë.
El pueblo se ubica en la periferia oriental de la ciudad de Shkodër, en la salida de la ciudad por la carretera SH5 que lleva a Vau i Dejës.